# Пятая группа крови (телесериал)
«Пятая группа крови» — российский мелодраматический телесериал 2010 года. Авторами картины Александром Горновским и Эльмирой Блиновой снято 16 серий, в которых показана история девушки с нелегкой судьбой. Премьерный показ сериала состоялся на телеканале «Россия» 17 января 2011 года. Каждая серия транслируется в течение 60 минут.

## Сюжет
Сюжет сериала «Пятая группа крови» начинает своё повествование в 1960 году, когда произошла встреча Анфисы и Руслана. Молодые люди влюблены друг в друга, но их счастью многое помешает после того, как появится на свет дочка Дина. На долю этой героини выпадет много испытаний. Но, преодолев испытания судьбы, из неё вырастет сильная и волевая девушка. Проходят годы, Дина взрослеет и в свои 20 лет уже твёрдо стоит на ногах, понимая ценности жизни. У девушки есть подруга Лариса, с ветреным характером, не знающая своих целей. Даже несмотря на то, что Лариса сильно завидует своей подруге, она остаётся верной и преданной. Девушки мечтают стать счастливыми. По истечении некоторого времени каждая добьётся того, чего давно хотела.

## Роли исполняют
В ролях:
- Анастасия Сметанина — Дина Абашева — дочь Руслана (неродная) и Анфисы Абашевых
- Игорь Лизенгевич — Марик
- Серафима Огарёва — Анфиса Абашева
- Шамиль Хаматов — Руслан Абашев
- Яна Есипович — Елена — мать Ларисы
- Дмитрий Паламарчук — Юрий — неродной отец Ларисы
- Анна Арефьева — Лариса — неродная дочь Юрия
- Роза Хайруллина — Равиля — мать Руслана
- Роман Ладнев — Владимир — жених, муж Ларисы
- Тамара Абросимова — Зоя Александровна
- Михаил Трясоруков — Глеб Борисович

## Критика
Киновед Сергей Кудрявцев в своём ЖЖ рассматривая сериалы 2000-х годов поставил сериалу очень низкую оценку в 3,5 балла из 10 возможных